# Сик (приток Туя)
Сик — река в Омской области России. Устье реки находится в 134 км по левому берегу реки Туй. Длина реки составляет 74 км.

## Притоки
- 10 км: река без названия (лв)
- 21 км: река без названия (лв)
- 34 км: Интава (лв)
- Климовка (лв)
- Петровка (пр)

## Данные водного реестра
По данным государственного водного реестра России относится к Иртышскому бассейновому округу, водохозяйственный участок реки — Иртыш от впадения реки Омь до впадения реки Ишим, без реки Оша, речной подбассейн реки — бассейны притоков Иртыша до впадения Ишима. Речной бассейн реки — Иртыш.